# Sphoeroides pachygaster
Il pesce palla liscio (Sphoeroides pachygaster) è un pesce di mare appartenente alla famiglia Tetraodontidae dell'ordine Tetraodontiformes.

## Distribuzione e habitat
Si tratta di una specie a vastissimo areale, considerata circumtropicale, ovvero diffusa in tutti i mari e gli oceani caldi e temperati caldi. Nell'Oceano Atlantico si rinviene tra l'Irlanda (rarissimo) e il New Jersey a nord e le acque argentine e sudafricane a sud.
Nel mar Mediterraneo questa specie era del tutto ignota fino agli anni ottanta, da quel periodo si è diffuso inarrestabilmente a partire dalle acque spagnole ed è oggi presente anche nei bacini più orientali di questo mare. Nei mari italiani è presente ovunque tranne che nel nord Adriatico ma non comune. Si crede che questa invasione del Mediterraneo da parte di questa specie rientri nel fenomeno generale noto come tropicalizzazione del Mediterraneo.

Vive su fondi a prateria, mobili o rocciosi, tra 20 e 250 m.

## Descrizione
Ha il caratteristico aspetto dei pesci palle, con corpo tozzo, gonfiabile, pinne dorsale ed anale brevi ed arretrate, testa ed occhi grandi, bocca dotata di 4 grossi denti. La pinna caudale ha margine dritto. le pinne ventrali sono assenti mentre le pinne pettorali sono ampie.

Il colore è bruno sul dorso ed argenteo su fianchi e ventre.

Raggiunge i 25 cm di lunghezza, le femmine sono più grandi dei maschi.

## Riproduzione
La stagione riproduttiva in Mediterraneo va da aprile a ottobre.

## Alimentazione
Si ciba soprattutto di calamari.

## Biologia
Se spaventato, al pari di tutti gli altri pesci palla, può riempire il suo stomaco di acqua o aria e gonfiarsi come una palla.

## Pesca
Occasionale, soprattutto con reti a strascico.
Non ha alcuna importanza e non viene commercializzato, alcune specie della stessa famiglia hanno carni altamente tossiche per il contenuto di tetrodotossina, non è ben chiaro se questa specie sia da considerarsi velenosa.